# BB Airways
BB Airways é uma companhia aérea nepalesa com sede em Kathmandu, Nepal. Foi estabelecido e iniciou suas operações em setembro de 2012. O hub da companhia aérea é o Aeroporto Internacional de Tribhuvan, de onde ela voa para três destinos internacionais. A companhia aérea fez seu primeiro vôo em 13 de outubro de 2012 para Kuala Lumpur. A empresa de investimentos japonesa TBI Group apóia a companhia aérea, que é administrada e promovida pela Non Resident Nepali Association.

## História
A BB Airways recebeu seu Certificado de Operador Aéreo em 12 de abril de 2012, permitindo operações em sete destinos internacionais do Nepal: Kuala Lumpur, Bangkok, Hong Kong, Cingapura, Doha, Delhi e Tóquio. Começou os serviços regulares a partir de outubro de 2012, mas teve de encerrar novamente as operações vários meses depois, quando o contrato de arrendamento expirou.
Em abril de 2013, a companhia aérea tentou reiniciar seus serviços regulares alugando dois Airbus A320.
Em 2017, a BB Airways adquiriu um Boeing 757, que tinha mais de 30 anos da Nepal Airlines, com o qual planejava usar para reiniciar as operações na rota Kathmandu-Nova Delhi. No entanto, a Autoridade de Aviação Civil do Nepal se absteve de emitir um certificado de operador aéreo, argumentando que levaria pelo menos um ano e meio para obter uma licença para reiniciar sua operação de voo.
Em julho de 2019, a companhia aérea vendeu seu único Boeing 757.

## Frota

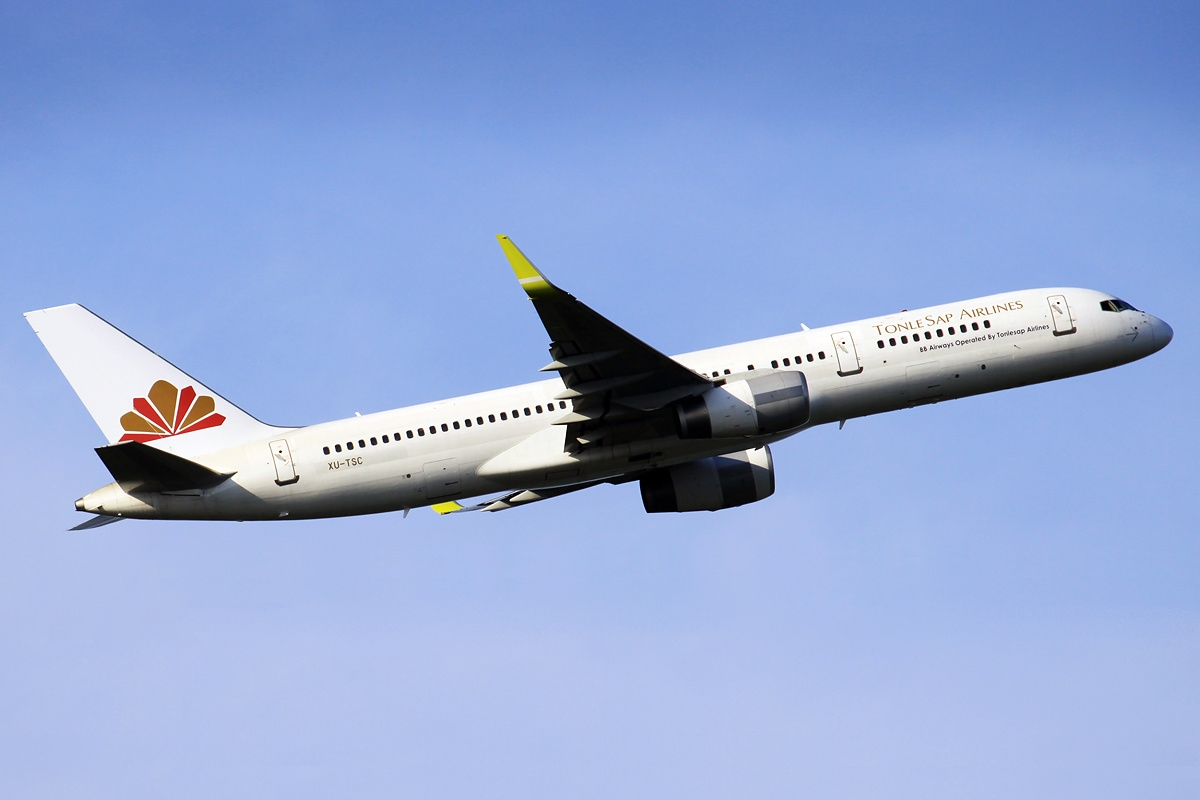
Um Boeing 757-200 da BB Airways operado pela TonleSap Airlines

Desde outubro de 2020, a BB Airways não possui e nem opera aeronaves.

### Frota Histórica
| Aeronaves      | Total | Notas |
| -------------- | ----- | ----- |
| Boeing 757-200 | 2     |       |
| Total          | 2     |       |